# X-Men: Endangered Species
Az X-Men: Endangered Species, magyarul „Veszélyeztetett fajok” egy jelenleg is futó képregényfolyam az X-Men mutáns szuperhőscsapat főszereplésével. 2007 júniusától 2007 októberéig tart. A történet a House of M és a Decimation eseményei után zajlik, Bestiára fókuszálva és azt kutatja, néhány mutáns miért állt sikeresen ellen a megtizedelésnek, amelynek során a Föld mutánsainak nagy része elvesztette különleges képességét.
Tulajdonképpen 17 visszatekintő történetből áll, amik az X-Men, Uncanny X-Men, X-Factor és a New X-Men újságokban jelentek meg.
A cselekmény végül a 2007 októberében indítandó X-Men: Messiah Complex eseményeihez vezet.

## Találgatások
Mikor az X-Men: Messiah Complex felé vezető útról kérdezték Peter David előrebocsátotta az X-Factor-ból az Isolationist nevű karakter visszatérését, akit először nemrégiben ismerhettek csak meg az olvasók. Higanyszál visszatérésére ugyancsak igennel válaszolt. David hozzátette, hogy Pietrónak még lesz egy találkozása Layla Millerrel.
Sosem találják ki, ki fog győzni.

## A rövid cselekmény
Az X-Men és más mutánsok Landru, egy fiatal mutáns temetésén vesznek részt, aki egy közúti balesetben vesztette életét. A Bestia azon tűnődik, hogy az M day eseményeire mivel lehetne megoldást találni. Miután ő még Reed Richards, Henry Pym és Tony Stark segítségével is képtelen volt a sikerre rászánja magát, hogy „eladja a lelkét” a világ kilenc legveszélyesebb bűnözőjének (Pandemic, MODOK, Kavita Rao, Spirál, Sugar Man, Mister Sinister, Az Evolúció Mestere, Arnim Zola, és Fátum Doktor) a segítségükért cserébe. A Bestia Transiába utazik (egy kitalált hely a Marvel Univerzum Európájában, Románia, Szerbia és Erdély között), az Evolúció Mesteréhez, akinek rejtélyes jegyzetei felkeltették a figyelmét. Wundagore hegyei között rá és útitársaira támadnak Wundagore lovagjai, a Mester testőrsége.
Az Evolúció Mestere röviden meghallgatja a Bestia kérelmét, és azt válaszolja, hogy a tudomány nem oldhat meg olyasvalamit amit mágia okozott. Végső soron közömbösnek bizonyult, mint aki személyében nem érintett a problémában, így a megoldása sem sürgető számára. Több más jel is utalt arra, hogy Bestia nem az első aki Wundragore-ba utazott az M day miatt, és elégedetlen azzal amit kapott.
Kavita Raótól kap egy ajánlatot: egy, az etikáról szóló vita után a nő átadja feljegyzéseit és laborját a Bestiának, hogy ő maga visszatérhessen Indiába. Míg feljegyzéseiben böngész észrevesz egy fájlt, aminek nevét felismeri: Neverland. Miután megvitatja az X-Mennel, Bestia odamegy információért és minden várakozását felülmúlja amit ott talál: tömegsírt az udvarban és az erről szóló feljegyzéseket, és graffitiket. Kutatásai közben felfedezi, hogy a kertben heverő testeket elmozdították, nincs sok ideje ezt mérlegelni mert lesből rátámad a Sötét Bestia (Dark Beast) alias Henry Philip McCoy, aki minden jel ellenére azért van ott, hogy felajánlja a szolgálatait.. A Bestia vonakodva de elfogadja a segítséget.
A Neverland az X-fegyver (Weapon-X) program része, volt. A tömegsírok pedig a végső tisztogatás eredményei, mikor a létesítményt bezárták. Neverlandtől távol a Sötét Bestia meggyőzi Hank-et, hogy vizsgálja meg a laborjában a saját "folyékony memóriájának" egy szérumát. Hank a Sötét Bestia emlékei közül sokakat megtapasztal, úgyis mint a Power testvérek szétválasztását; Jamie Madrox klónjainak megsemmisülését, stb…
Az utolsó emlékben a Sötét Bestia rájön, hogy Nate Grey egy hibrid: Jean Grey és egy másik mutáns génjeinek elegye, aki erjesztőkádban érte el a felnőttkort. Mikor a Sötét Bestia érdeklődik Nate és Jean iránt Hanek elmondja, hogy már meghaltak.

## Kiadások

### 2007. június
- Endangered Species
- X-Men #200

### 2007. július
- Uncanny X-Men #488
- X-Factor #21
- New X-Men #40
- X-Men #201

### 2007. augusztus
- Uncanny X-Men #489
- X-Factor #22
- New X-Men #41
- X-Men #202

### 2007. szeptember
- Uncanny X-Men #490
- X-Factor #23
- New X-Men #42
- X-Men #203

### 2007. október
- Uncanny X-Men #491
- X-Factor #24
- New X-Men #43
- X-Men #204